# Promenade Claire-Lacombe
La promenade Claire-Lacombe est une voie piétonne du 11e arrondissement de Paris.

## Situation et accès
Elle correspond au terre-plein central du boulevard Richard-Lenoir.

## Origine du nom

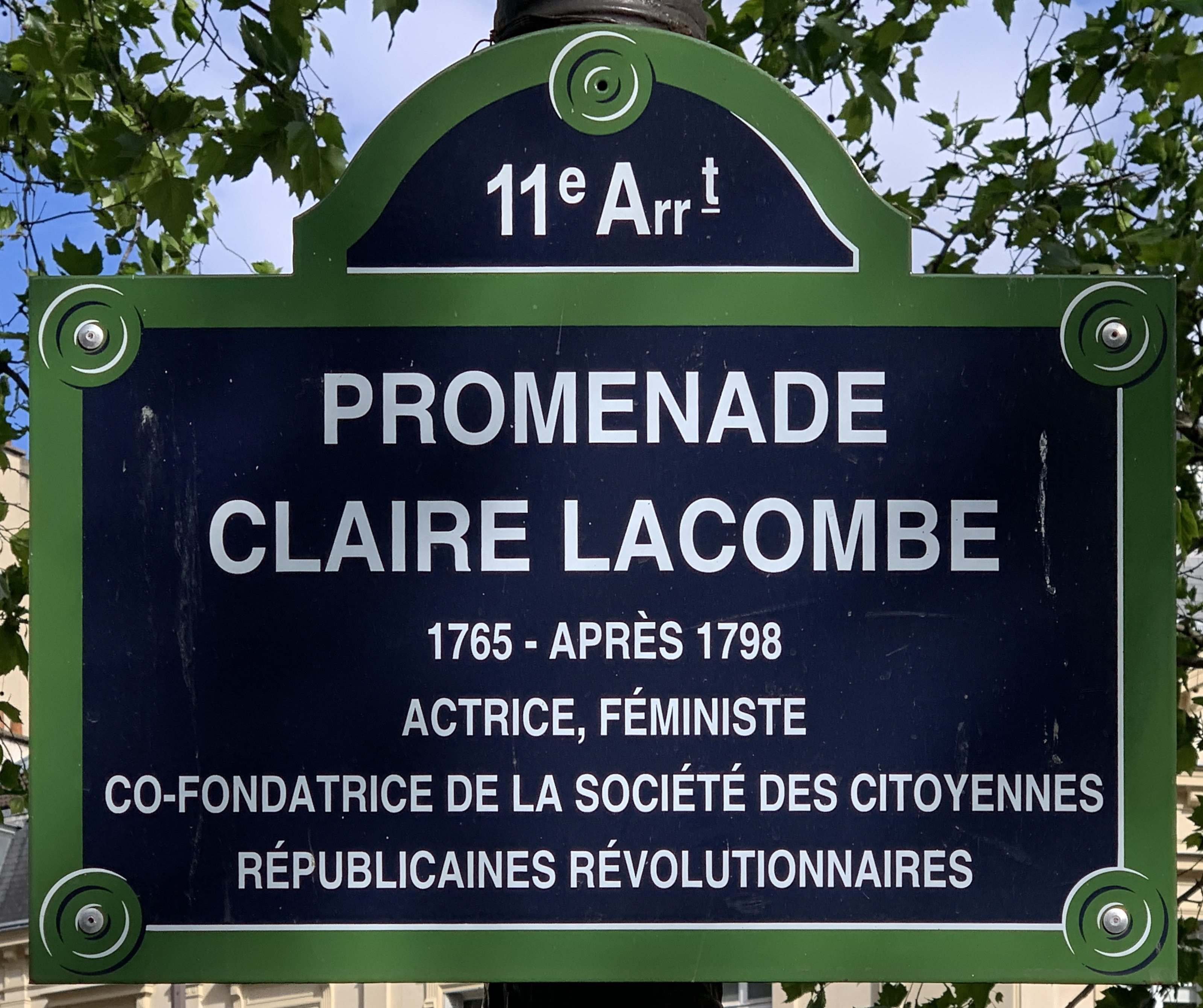
Plaque de la voie.

Elle porte le nom de l'actrice, militante révolutionnaire et féministe française Claire Lacombe.

## Historique
La médiane du boulevard Richard-Lenoir est dénommée « promenade Claire-Lacombe » par décision Conseil de Paris en mai 2015.